# Seznam sídelních kanovníků litoměřické kapituly
Toto je seznam sídelních kanovníků litoměřické kapituly:

## Od vznikubiskupství v Litoměřicíchv roce 1655 (zemřelí sídelní kanovníci)
| konec kanonikátu                  | jméno kanovníka                        | funkce a další údaje | narozen                                                           |
| --------------------------------- | -------------------------------------- | --- | ----------------------------------------------------------------- |
| 1676 †                            | Daniel Franciscus Jaret                | od roku 1647 byl děkanem litoměřického kostela Všech svatých, od roku 1655 držel kanovník královský |                                                                   |
| 1676 †                            | Tobiáš Březina (Brzezina)              | děkan kapituly od roku 1656, oficiál a první generální vikář litoměřické diecéze |                                                                   |
| 1680 †                            | Egidius Robin                          | kanovník od roku 1662, děkan kapituly v letech 1676-1680 |                                                                   |
| 1680 rezignoval                   | Ondřej Xaver Fromm                     | kanovník od 1671, generální vikář, vstoupil do řádu Premonstrátů na Strahově | * 1621 Wusterhausen                                               |
| 1684, 9. ledna †                  | Samuel Sever                           | kanovník od roku 1681 | (72 roků života)                                                  |
| 1688, 3. července †               | Matěj Reichal                          | | (70 roků života)                                                  |
| 1693, 11. dubna †                 | Karel Vilém Šimeček z Cejnova          | fundátor a první držitel ceinoviánského kanonikátu od roku 1667, kanovník senior | (67 roků života)                                                  |
| 1694 †                            | Václav Vojtěch Červenka z Věžňova      | kanovník od roku 1689, spisovatel český | * 1636 Turnov                                                     |
| 1695, 15. března †                | Msgre. ThDr. Michael Ernst Beer        | kanovník od roku 1676, děkan kapituly, generální vikář, apoštolský protonotář | * 1640 Děčín                                                      |
| 1704 rezignoval                   | ThDr. Matěj Fischer                    | kanovník od roku 1696, hrabě Palatinu, stal se kapitulním děkanem u [[Kolegiátní kapitula Všech svatých na Hradě pražském\|Všech Svatých v Praze                                                               | ]]                                                                |
| 1714, 14. března †                | Heřman Frey                            | kanovník od roku 1705 | (50 roků života)                                                  |
| 1714, 2. prosince †               | Tobiáš Hübner                          | kanovník od roku 1694, kanovník senior, generální vikář | (67 roků života)                                                  |
| 1716, 21. dubna †                 | Karel Kawika z Bürschenthalu           | kanovník od roku 1695 | (58 roků života)                                                  |
| 1717 rezignoval                   | Zdeněk Jiří Chřepický z Modliškovic    | kanovník od roku 1715, stal se metropolitním kanovníkem v Praze | * 1677                                                            |
| 1719, 13. září †                  | Václav Stanislav Maria Kratochvíl      | kanovník od roku 1684, děkan kapituly do roku 1719 | (76 roků života)                                                  |
| 1720, 22. února †                 | Petr Piolay                            | kanovník od roku 1717 |                                                                   |
| 1723 rezignoval                   | Jan Matěj Hollan                       | kanovník senior od roku 1716, stal se metropolitním kanovníkem v Praze | * 1672                                                            |
| 1724 †                            | Josef Kastajoli                        | kanovník od roku 1721 |                                                                   |
| 1726, 3. srpna †                  | Bernart Vilém svobodný pán z Říčan     | kanovník od roku 1718 | * kolem 1678                                                      |
| 1732, 22. února †                 | Gottfried Hoffer z Lobenštejnu         | kanovník od roku 1715, generální vikář v letech 1715-1720; děkanem kapituly v letech 1722-1732 | * 1665                                                            |
| 1740, 29. května †                | Kryštof Weiss                          | apoštolský notář, kanovník od roku 1627 |                                                                   |
| 1741, 11. května †                | Kryštof Fiedler                        | kanovník od roku 1725 | (50 roků života)                                                  |
| 1742, 11. května †                | Jan Vogel                              | apoštolský notář, kanovník od roku 1725 | (64 roků života)                                                  |
| 1744, 14. ledna †                 | Bedřich (Friedrich Ignaz) Reintsch     | generální vikář, zřídil v roce 1738 první litoměřický kněžský seminář, kanovník od roku 1721, děkan kapituly                                                                                                   | * Šluknov                                                         |
| 1754, 24. listopadu †             | Josef Klaus                            | děkan v Teplicích, kanovník | * 16. listopadu 1690 Teplice                                      |
| 1746 †                            | Ondřej Duckdalff                       | kanovník od roku 1717, kanovník senior |                                                                   |
| 1748, 7. října †                  | František Engellmann                   | kanovník od roku 1742 |                                                                   |
| 1752 vypovězen                    | Johan Wilhelm von Horst-Wilbrinck      | kanovník königseggiánský II. v letech 1734-1747; 1748 odhalen jako pruský špión a vypovězen z císařských zemí                                                                                                  |                                                                   |
| 1753, 2. února †                  | Bernard Fischer                        | generální vikář, kanovník od roku 1741 | (50 roků života)                                                  |
| 1762, 20. dubna †                 | Jan Václav Regner z Kličína            | generální vikář, děkan kapituly, kanovník od roku 1733 | (71 roků života)                                                  |
| 1765, 8. srpna †                  | Jan Jindřich Jaeger                    | kanovník od roku 1753 | (61 roků života)                                                  |
| 1772                              | Jiří Jindřich Höffer de Lobenstein     | děkan kapituly do roku 1772 |                                                                   |
| 1775, 3. září †                   | Jan Ignác Jarschel                     | generální vikář, děkan kapituly, kanovník od roku 1744 |                                                                   |
| 1777, 14. prosince †              | Josef Huber                            | kanovník od roku 1753 | (62 roků života)                                                  |
| 1777, 21. září †                  | Josef Bernard Hiserle z Chodova        | kanovník od roku 1740, kanovník senior | (74 roků života)                                                  |
| 1780 rezignoval                   | Jan Křtitel Setti                      | kanovník od roku 1778 |                                                                   |
| 1792, 27. září †                  | Vojtěch Schwab                         | kanovník od roku 1766 |                                                                   |
| 1794, 26. května †                | Vavřinec Slavík                        | generální vikář, děkan kapituly, kanovník od roku 1763 |                                                                   |
| 1794, 5. prosince †               | ThDr. Jan Textor                       | kanovník senior, kanovník od roku 1749 |                                                                   |
| 1795 rezignoval                   | Josef Wendal                           | kanovník od roku 1777 |                                                                   |
| 1800, 6. července †               | Bartoloměj Winkler                     | ředitel konzistoře, kanovník od roku 1793 |                                                                   |
| 1800 rezignoval                   | František Caroli                       | kanovník od roku 1795, stal se metropolitním kanovníkem v Praze |                                                                   |
| 1808, 29. března †                | Václav Heller                          | kanovník od roku 1778 | (66 roků života)                                                  |
| 1809, 28. července †              | Ignác Schuster                         | kanovník od roku 1800 | (52 roků života)                                                  |
| 1815 rezignoval († 1824)          | ThDr. Antonín Hirnle                   | kanovník od roku 1795, stal se Arcibiskupským kancléřem v Praze |                                                                   |
| 1816 rezignoval                   | Josef František Hurdálek               | kanovníkem v letech 1794-1801, děkanem kapituly v letech 1801-1815, kdy se stal 9. litoměřickým biskupem | * 6. listopadu 1747 Náchod                                        |
| 1820, 22. ledna †                 | František Piller                       | kanovník od roku 1776, v letech 1815-1816 děkan kapituly | (80 roků života)                                                  |
| 1824, 26. října †                 | ThDr. Josef Grün                       | ředitel konzistoře, kanovník senior | * 1754                                                            |
| 1827, 15. listopadu †             | Jiří Reinholz                          | kanovník od roku 1810 | (63 roků života)                                                  |
| 1828, 31. července †              | Jan Tachezzi                           | věrný přítel Jungmanův, od roku 1808 kanovník, od roku 1813 infulovaný kanovník senior | * 1763 Praha                                                      |
| 1832, 10. ledna †                 | ThDr. PhDr. František Xaver Faulhaber  | kanovník od roku 1816, děkan kapituly od roku 1822, generální vikář, kanovník u Všech Svatých v Praze, vychoval bohoslovců                                                                                     | * 1760 Měcholupy                                                  |
| 1832 rezignoval                   | Msgre. ThDr. Augustin Bartoloměj Hille | kanovník od roku 1828, stal se 11. litoměřickým biskupem | * 2. prosince 1786, Velký Šenov                                   |
| 1834, 24. ledna †                 | František Partsch                      | kanovník od roku 1826 | * 1761 Litoměřice                                                 |
| 1838, 21. května †                | Anton Renner                           | kanovník od roku 1817, kanovník senior | * 5. ledna 1782 Police                                            |
| 1842, 15. srpna †                 | František Kochler                      | kanovník od roku 1831 | * 1777 Chomutov                                                   |
| 1849, 29. prosince †              | Josef Nečásek                          | kanovník od roku 1834 | * 1798 Vysoká                                                     |
| 1852, 13. prosince †              | František Schwarz                      | kanovník od roku 1838 | * 1813 Český Dub                                                  |
| 1857, 23. března †                | ThDr. Ignác Jaksch                     | kanovník od roku 1835, místodržitelský rada, přítel kněží a bohoslovců | * 1792 Wartenberk                                                 |
| 1859, 15. prosince †              | Msgre. Václav Kára                     | kanovníkem královským od roku 1824, děkanem kapituly a generálním vikářem od roku 1825, ozdoba duchovenstva a české vlasti                                                                                     | * 1782 Mladá Boleslav                                             |
| 1860, 15. dubna †                 | František Kaufold                      | kanovník od roku 1853 | * 1797 Planá                                                      |
| 1862, 18. října †                 | Filip Degel                            | kanovník od roku 1832, kanovník senior | * 1782 Most                                                       |
| 1862, 21. ledna †                 | Josef Pfeifer                          | kanovník od roku 1842, děkan kapituly, generální vikář, vlastenecký, otcovský přítel kněží a bohoslovců | * 9. února 1798 Mšeno                                             |
| 1864, 23. prosince †              | Josef Lauermann                        | kanovník od roku 1834 | * 1791 Šenov                                                      |
| 1875, 3. prosince †               | Msgre. Josef Ackermann                 | kanovník od roku 1850, děkan kapituly, papežský prelát, náležel mezi první zakladatele Matice české | * 8. března 1803, Dobřany                                         |
| 1876, 1. června †                 | ThDr. Josef Ginzel                     | kanovník od roku 1861, církevní historik a kanonista | * 1. května 1804 Liberec                                          |
| 1877, 24. června †                | Jan Křtitel Drbohlav                   | kanovník od roku 1862, konzistorní kancléř, církevní hudebník a historik, sběratel náboženských písní | * 1811 Týn-Rovensko                                               |
| 1877, 7. prosince †               | ThDr. Jan Drasche                      | kanovník od roku 1876, pohřben do kanovnické hrobky na litoměřickém hřbitově | * 1823 Lobendava                                                  |
| 1879, 8. června †                 | ThDr. Alois Hille                      | kanovník königseggiánský II. od roku 1863, v roce 1868 se stal prvním kanovníkem-penitenciářem podle ustanovení Tridenského koncilu, kapitulní vikář                                                           | * 29. ledna 1812 Velký Šenov                                      |
| 1890, 23. května †                | František Krajský                      | kanovník od roku 1879 | * 1821 Kovánice                                                   |
| 1900, 26. prosince †              | Msgre. František Demel                 | kanovník od roku 1865, kanovník senior, papežský prelát, emeritní generální vikář, syn českého národa, rádce a přítel duchovenstva                                                                             | * 31. října 1823 Kololeč u Třebenic                               |
| 1901, 18. května †                | Msgre. ThDr. Jan Nepomuk Řehák         | kanovník schleinitziánský od roku 1860, v roce 1868 se stal prvním kanovníkem-teologem podle ustanovení Tridentského koncilu), děkan kapituly, apoštolský protonotář, senior diecéze, emeritní generální vikář | * 8. května 1811 Mnichovo Hradiště                                |
| 1901, 7. března †                 | Msgre. ThDr. Ferdinand Michl           | kanovník od roku 1879 | * 10. března 1826 Hořenec                                         |
| 1903, 20. května †                | Msgre. Josef Böhm                      | kanovník od roku 1880, kanovník senior | * 19. června 1827 Pavlovice                                       |
| 1904, 21. dubna †                 | Msgre. Josef Seifert                   | kanovník od roku 1879, děkan od roku 1902, apoštolský protonotář, generální vikář | * 4. prosince 1822 Most                                           |
| 1909, 16. září †                  | Msgre. Josef Štěrba                    | kanovník cejnoviánský od roku 1890, papežský prelát, 1. probošt katedrální kapituly od roku 1907 a 53. probošt kapituly v celkovém pořadí; znovuobnovení funkce probošta.                                      | * 18. března 1841 Roudnice nad Labem                              |
| 1912, 19. srpna †                 | Msgre. Václav Sitte                    | kanovník od roku 1904 | * 1849 Kunratice                                                  |
| 1923, 3. září †                   | Msgre. Gustav Mattauch                 | kanovník od roku 1902, probošt kapituly v letech 1909-1923, papežský prelát | * 8. ledna 1846 Zákupy                                            |
| 1924, 7. listopadu † (Bohosudov)  | Msgre. Josef Funk                      | kanovník od roku 1908, papežský prelát, kancléř | * 27. prosince 1867 Vroutek                                       |
| 1926, 28. července (Česká Lípa) † | Msgre. Raimund Fuchs                   | kanovník od roku 1901, děkan kapituly, apoštolský protonotář | * 11. ledna 1846 Česká Lípa                                       |
| 1929, 26. srpna †                 | Msgre. Antonín Čech                    | kanovník od roku 1902, děkan kapituly, generální vikář, stal se 1. světícím biskupem litoměřické diecéze od roku 1923                                                                                          | * 2. února 1860 Libochovice                                       |
| 1930, 4. ledna †                  | Msgre. Josef Kovář (Kowař)             | kanovník hilleánský od roku 1902, probošt kapituly v letech 1923-1930, papežský prelát | * 3. října 1850 Maršov u Mostu                                    |
| 1931 rezignoval                   | Msgre. ThDr. Antonín Alois Weber       | kanovník königseggovský I. od 1. dubna 1930 do 22. října 1931, kdy se stal 16. litoměřickým biskupem | * 24. října 1877 Vlčí Hora                                        |
| 1939, 18. února †                 | Msgre. Jaroslav Varhulík               | kanovník od roku 1930 | * 24. srpna 1882 Poštovice                                        |
| 1939 rezignoval                   | Msgre. ThDr. Adolf Šelbický            | kanovník od roku 1910, děkan kapituly v letech 1929-1939, poté byl nacisty přinucen rezignovat, apoštolský protonotář, generální vikář                                                                         | * 1869 Benešov, † 1959                                            |
| 1946, květen, odsunut do Německa  | Msgre. ThLic. Franz Xaver Reike        | kanovník königseggovský II. od 1. května 1914, probošt kapituly v letech 1939-1951, kanovník penitenciář, papežský prelát                                                                                      | * 25. července 1871 Komořany, † 27. května 1951, (Bamberg)        |
| 1946, květen, odsunut do Německa  | Msgre. Johann Otto                     | kanovník cejnoviánský od 1. března 1940 | * 4. května 1885 Rumburk, † 1952, 1. června (Gmünd)               |
| 1946, květen, odsunut do Německa  | Msgre. ThDr. Georg Simeth              | kanovník hilleánský od 1. května 1935 | * 25. října 1885 Heuhof, † 1958, Německo                          |
| 1946, květen, odsunut do Německa  | Msgre. ThDr. Franz Wagner              | děkan kapituly ustanovený od 3. května 1933, generální vikář v letech 1939-1943 | * 21. listopadu 1888 Hora Svaté Kateřiny, † 8. srpna 1969 Bamberg |
| 1946, květen, odsunut do Německa  | ThDr. Josef Weißkopf                   | kanovník královský od 7. září 1941 | * 3. září 1891 Hrdlovka, † 1972, Německo                          |
| 1946, květen, odsunut do Německa  | Msgre. ThDr. Georg Zischek             | kanovník königseggovský I. od 30. května 1933, po roce 1946 působil v Německu v diecézi Eischtätt | * 16. února 1892, † 14. září 1979                                 |
| 1953, 22. prosince †              | Msgre. Antonín Výtvar                  | kanovník schleinitziánský od 1. ledna 1934, papežský tajný komoří | * 15. října 1881 Liberec                                          |
| 1955, 30. července †              | Jan Vraštil                            | rektor kněžského semináře, kanovník od roku 1954 | * 8. května 1891 Železný Brod                                     |
| 1962, 16. ledna †                 | František Koucký                       | kanovník od roku 1951 | * 26. března 1881 Český Dub                                       |
| 1964, 14. srpna (Liberec) †       | Ignác Stodůlka                         | kanovník od 22. února 1955 | * 31. července 1903 Ořechov                                       |
| 1965, 10. ledna †                 | Msgre. Václav Slavík                   | kanovník od roku 1955 | * 7. září 1886 Liblice                                            |
| 1972, 18. listopadu †             | Msgre. ThDr. Eduard Oliva              | kanovník od února 1951, probošt kapituly od 12. července 1951 do 18. listopadu 1972 | * 19. července, 1905 Bern, Švýcarsko                              |
| 1990, 21. srpna †                 | Václav Truxa OCr                       | kanovník schleinitziánský od 3. října 1957 | * 22. prosince 1919 Most                                          |
| 1996, 25. července †              | Jaroslav Dostálek                      | kanovník královský od 28. listopadu 1972 | * 10. září 1909 Mnichovo Hradiště                                 |
| 1981, 14. ledna †                 | ThDr. Tomáš Holoubek                   | kanovník königseggovský II. | * 23. února 1920 Jílovice                                         |
| 2000, 19. září †                  | Mojmír Melan                           | kanovník cejnoviánský od 30. srpna 1965 | * 23. května 1922 Znojmo                                          |
| 1994, 9. července †               | Josef Hendrich                         | kanovník svatoštěpánský II. od 28. září 1972 | * 21. srpna 1922 Rochov                                           |
| 2000, 15. července †              | Msgre. Josef Helikar                   | děkan kapituly | * 17. března 1923 Solec                                           |
| 2000, 20. prosince †              | RNDr. Jaroslav Macoun, CSc.            | kanovník od 6. listopadu 2000 | * 17. července 1930 Osek u Sobotky                                |
| 2004, 11. září †                  | MUDr. Ladislav Kubíček                 | kanovník cejnoviánský od 6. listopadu 2000 | * 3. ledna 1926 Rachiv                                            |
| 2007, 15. května †                | Mons. ThLic. Václav Červinka           | kanovník hilleánský od 28. září 1972, probošt kapituly od 11. dubna 1995 – 31. srpna 1998 | * 16. ledna 1922 Český Dub                                        |
| 2009, 31. března †                | Jan Kozár                              | kanovník königseggiánský II. od 11. dubna 1995 | * 4. března 1933 Opatovice                                        |
| 2009, 22. prosince †              | Mons. Milan Bezděk                     | kanovník königseggiánský I. od března 1990, děkan kapituly od listopadu 2000-2009 | * 25. března 1928 Brno                                            |
| 2013, 9. prosince †               | Jan Nepomuk Jiřiště                    | děkan kapituly od 12. února 2011 do 9. prosince 2013 | * 6. února 1974 Turnov                                            |
| 2016, 8. července †               | Stanislav Bečička                      | kanovník königseggiánský I. od 24. října 2001 do 17. března 2010; následně se stal emeritním kanovníkem | * 4. února 1926 Brno                                              |
| 2016, 3. listopadu †              | Alexej Baláž                           | kanovník svatoštěpánský I. od 11. dubna 1995 do 3. listopadu 2016 | * 11. června 1943 Humenné                                         |
| 2021, 15. prosince †              | František Opletal                      | od 4. března 2010 emeritní kanovník schleinitziánský a penitenciář | * 3. května 1930 Podomí                                           |